# Capone (pel·lícula)

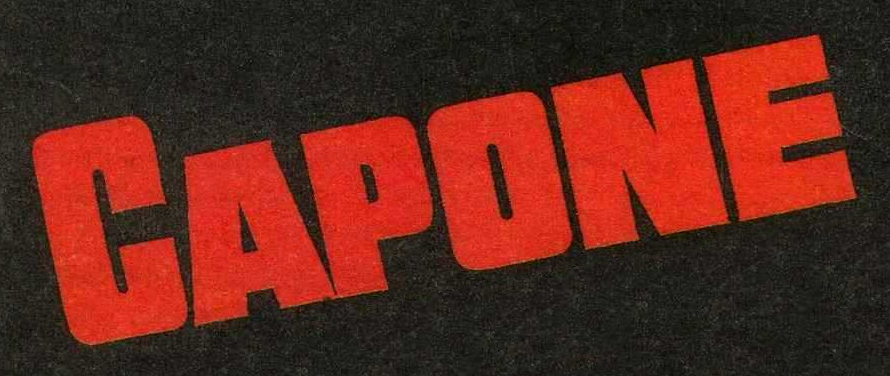
Logotip de la pel·lícula.

Capone és una pel·lícula estatunidenca dirigida per Steve Carver, estrenada el 1975 i doblada al català. Tracta de l'ascensió i el declivi del gàngster Al Capone

## Argument
El jove Al comença el seu ascens en la mala vida a l'edat d'onze anys, acaba esdevenint membre de la Five Points Gang, banda capitanejada pel seu amic Torrio. Aquí Al comença a aspirar a negocis cada cop més grans. Després de ser transferit a Chicago, gestiona l'homicidi de l'oncle de Torrio, esdevenint un dels gàngsters més potents de la ciutat.
Obté així el control de la prostitució i de les trames mafioses de tot Chicago. Quan comencen els primers problemes (la sifilis que agafa una de les seves prostitutes), inicia la caiguda del seu imperi.

## Repartiment
- Ben Gazzara: Al Capone
- Harry Guardino: Johnny Torrio
- Susan Blakely: Iris Crawford
- Sylvester Stallone: Frank Nitti
- John Cassavetes: Frankie Yale
- Frank Campanella: Big Jim Colosimo
- John Orchard: Dion O'Banion
- Carmen Argenziano: Jack McGurn
- George Chandler: Robert E. Crowe
- John Davis Chandler: Hymie Weiss
- Royal Dano: Anton J. Cermak
- Joe De Nicola: Charles Fischetti
- Angelo Grisanti: Angelo Genna
- John Howard:Warden J. Johnston